# Juni 2000
Dit artikel geeft een chronologisch overzicht van alle belangrijke gebeurtenissen per dag in de maand juni van het jaar 2000.

## Gebeurtenissen

### 1 juni
- Pieter van den Hoogenband maakt bij de NK zwemmen in Drachten een geslaagde rentree. Hij is hersteld van zijn schouderblessure en bewijst dat met winst op de 200 meter vrije slag in 1.47,27.
- De politie in Luxemburg maakt met geweld een einde aan een 28 uur durende gijzeling van een groep kinderen in het plaatsje Wasserbillig, vlak bij de Duitse grens.
- De nieuwe militaire machthebbers in Fiji onderhandelen met de leider van de gijzelingscoup, de zakenman George Speight, over de samenstelling van een nieuwe regering.

### 2 juni
- Wilde stakingen bij de Nederlandse spoorwegen verstoren de gehele dag het treinverkeer.
- De moslimrebellen die in het zuiden van de Filipijnen 21 mensen in gijzeling houden, eisen 2,2 miljoen gulden per gijzelaar. De gijzelaars, onder wie tien buitenlandse toeristen, werden op 23 april ontvoerd van een Maleisisch duikerseiland door rebellen van de extremistische moslimbeweging Abu Sayyaf.
- Teuku Don Zulfahri, een verbannen leider van de opstandelingen op Atjeh, wordt vermoord in de Maleisische hoofdstad Kuala Lumpur.
- Vlinderslagzwemmers Stefan Aartsen en Joris Keizer voegen zich op de tweede dag van de NK zwemmen in Drachten bij de olympische selectie.

### 3 juni
- In het Wagener-stadion in Amstelveen wint de Nederlandse vrouwenhockeyploeg voor de tweede keer de Champions Trophy.
- Oud-international en trainer Ruud Gullit trouwt met Estelle Cruijff, het nichtje van Johan Cruijff.
- Een anonieme groep conducteurs en machinisten van de Nederlandse Spoorwegen roept collega's op tot wilde acties tijdens het EK voetbal 2000 in België en Nederland.
- Ethiopië stelt de stationering van een internationale vredesmacht voor in de gebieden die het op Eritrea heeft veroverd.

### 4 juni
- Ongeveer drieduizend vertegenwoordigers van de Papoea-gemeenschap op Irian Jaya, het Indonesische deel van Nieuw-Guinea, verklaren tijdens een congres Irian Jaya onafhankelijk van Indonesië.
- De Baskische terroristische organisatie ETA vermoordt opnieuw een gemeenteraadslid. De aanslag vindt plaats in het centrum van de stad Durango, niet ver van Bilbao.
- In het Wagener-stadion in Amstelveen wint de Nederlandse mannenhockeyploeg voor de vijfde keer de Champions Trophy.
- In de laatste oefenwedstrijd voor de start van het EK voetbal 2000 wint het Nederlands elftal in Lausanne met 3-1 van Polen. Frank de Boer en Patrick Kluivert (2) scoren voor Oranje.

### 5 juni
- Bij een zware aardbeving met honderden naschokken vallen op het Indonesische eiland Sumatra zeker 58 doden. De beving heeft volgens de Indonesische meteorologische en geofysische dienst een kracht van 7,3 op de schaal van Richter.
- In een gijzelingscoup die sterk doet denken aan die in Fiji nemen zes gewapende rebellen op de Salomonseilanden premier Bartholemew Ulufa'alu gevangen.
- De milieubeweging is onder voorwaarden akkoord met de aanleg van de Tweede Maasvlakte in Rotterdam.
- In Amsterdam gaat het grootste internetcafé ter wereld open met 650 computerschermen.

### 6 juni
- Unilever tekent voor de grootste bedrijfsovername uit de Nederlandse geschiedenis. Voor 24,3 miljard dollar (56 miljard gulden) wordt het Nederlands-Britse voedings- en wasmiddelenconcern de nieuwe eigenaar van het Amerikaanse Bestfoods, dat onder andere bekend is van de merken Knorr en Conimex.
- Wim van Krimpen (58) wordt benoemd tot directeur van het Haags Gemeentemuseum.
- Het hoofdbestuur van de wereldvoetbalbond FIFA gaat in Zürich akkoord met de nieuwe internationale kalender, ontworpen door Michel Platini.

### 7 juni
- Het Internationaal Comité van het Rode Kruis (ICRC) publiceert een lijst van 3368 mensen die sinds het conflict om Kosovo worden vermist.
- Twee Tsjetsjeense burgers doden 27 Russische militairen bij een zelfmoordaanslag in de Tsjetsjeense plaats Alchan-Joert.
- Musicoloog Ronald Vermeulen (34) wordt met ingang van 1 september 2000 de nieuwe artistiek manager en adjunct-directeur van het Rotterdams Philharmonisch Orkest.
- Voetballer Ruud van Nistelrooij ondergaat in een ziekenhuis in Vail, een stad in de Amerikaanse staat Colorado, een geslaagde operatie aan zijn gekwetste rechterknie.
- Ploegleider Teun van Vliet wordt bij Farm Frites op een zijspoor gezet. De maatregel is genomen na een reeks van incidenten rond de wielerploeg.

### 8 juni
- De Utrechtse rechtbank veroordeelt een 29-jarige automobiliste die al telefonerend een dodelijk ongeluk veroorzaakte, tot 240 uur dienstverlening. De rechtbank acht haar schuldig aan de dood van de aangereden motorrijder.
- Mezzosopraan Tania Kross wint de NPS Cultuurprijs 2000. De prijs bestaat uit een bedrag van 25 duizend gulden.
- Bij een botsing tussen twee lesvliegtuigen boven het Drentse Smilde komen drie mensen om het leven.
- Judoka Françoise Harteveld mag van de commissie topsport van sportkoepel NOC*NSF niet naar de Olympische Spelen in Sydney, ondanks een voordracht van de Judobond Nederland.

### 9 juni
- Suriname en Guyana versterken hun militaire troepen langs de grens na nieuwe spanningen over een grensconflict.
- Regeringstroepen van Oeganda en Rwanda raken slaags in de Congolese stad Kisangani. De gevechten kosten ongeveer honderd burgers het leven, zevenhonderd mensen raken gewond.
- De Nederlandse staat gaat al zijn aandelen in telecombedrijf KPN verkopen.

### 11 juni
- In de eerste wedstrijd bij het EK voetbal 2000 wint gastland Nederland in Amsterdam met 1-0 van Tsjechië door een rake strafschop van aanvoerder Frank de Boer.

### 14 juni
- Georgië treedt toe tot de WTO.

### 16 juni
- Gastland Nederland wint ook de tweede wedstrijd bij het EK voetbal 2000. In Rotterdam wordt met 3-0 van Denemarken gewonnen door treffers van Patrick Kluivert, Ronald de Boer en Boudewijn Zenden.

### 18 juni
- In Nice prolongeert de Deense triatleet Peter Sandvang zijn wereldtitel lange afstand. Bij de vrouwen gaat de zege voor de tweede keer naar de Française Isabelle Mouthon-Michellys.

### 19 juni
- De Britse douane vindt de lijken van 58 illegale Chinezen in een Nederlandse vrachtwagen in Dover.

### 20 juni
- De UNHCR organiseert de eerste Wereldvluchtelingendag.

### 21 juni
- Gastland Nederland sluit de voorronde bij het EK voetbal 2000 af met een 3-2 zege op regerend wereldkampioen Frankrijk. In de Amsterdam Arena scoren Patrick Kluivert, Frank de Boer en Boudewijn Zenden voor Oranje.

### 22 juni
- Het lichaam van Nienke Kleiss wordt in een park in Schiedam gevonden. Ze werd misbruikt en vermoord. In 2001 krijgt Kees B. als dader 18 jaar celstraf en TBS. In 2004 krijgt de zaak alsnog een nieuwe wending en wordt Wik H. berecht.

### 24 juni
- Benoeming van Jan van Burgsteden tot hulpbisschop van Haarlem.

### 25 juni
- Nederland haalt uit in de kwartfinales van het EK voetbal 2000. Joegoslavië wordt met maar liefst 6-1 verslagen in De Kuip, onder meer door drie treffers van Patrick Kluivert.

### 28 juni
- Na zeven maanden getouwtrek keert het zesjarige bootvluchtelingetje Elián Gonzales met zijn vader terug naar Cuba.

### 29 juni
- Nederland sneuvelt in de halve finales van het EK voetbal 2000. Italië wint vanaf de strafschopstip met 3-1. Bondscoach Frank Rijkaard maakt na afloop bekend met onmiddellijke ingang te zullen stoppen.

### 30 juni
- Op het Roskilde Festival worden negen mensen doodgedrukt tijdens een optreden van de Amerikaanse popgroep Pearl Jam.

## Overleden
<< · januari · februari · maart · april · mei · juni · juli · augustus · september · oktober · november · december · >>